# Riedelia lanata
Riedelia lanata là một loài thực vật có hoa trong họ Gừng. Loài này được Rudolph Herman Christiaan Carel Scheffer miêu tả khoa học đầu tiên năm 1876 dưới danh pháp Hedychium lanatum. Năm 1891, Carl Ernst Otto Kuntze cho rằng Gandasulium Rumph., 1745/7 là danh pháp được ưu tiên so với Hedychium J.Koenig, 1783 và chuyển Hedychium lanatum sang chi Gandasulium với danh pháp Gandasulium lanatum. Năm 1896, ông đề cập tới danh pháp Riedelia lanata trong Herbarium Bogoriense.  Năm 1913, Theodoric Valeton mô tả Riedelia lanata theo tên gọi do Kuntze đề cập năm 1896.

## Phân bố
Loài này được tìm thấy ở tây bắc đảo New Guinea (Doré, Doreh), cao độ 1.900 m trên dãy núi Arfak, bờ sông Argi, tỉnh Tây Papua, Indonesia. Lưu ý rằng do Valeton coi R. lanata là gộp cả R. curviflora nên ông cho rằng nó có cả tại đảo Buru. Hiện nay người ta coi chúng là 2 loài tách biệt.
Mẫu vật điển hình: J.E.Teijsmann 6741 và J.E.Teijsmann s.n. (tháng 8 năm 1872) do Johannes Elias Teijsmann (1808-1882) thu thập tại Doré.

## Các thứ, dạng
- Riedelia lanata var. ligulata Valeton, 1913[8] = Riedelia lanata forma ligulata Valeton, 1913[9]. Thứ/dạng này được tìm thấy tại tây nam New Guinea (cửa sông Bắc = Noordrivier / Noordfluss, sông Lorentz, tại Zandpoort),[8][9] Mẫu vật điển hình: L.S.A.M. von Römer 69, L.S.A.M. von Römer 281 và G.M. Versteeg 1645 thu thập tại sông Lorentz.[3][5][10]